# Meuse-Rhin-Yssel
La Meuse-Rhin-Yssel ou MRY est une race bovine belgo-néerlando-allemande. En Allemagne, elle porte le nom de Deutsches Rotbunt.

## Origine et répartition
Elle appartient au rameau des races bovines du littoral de la mer du Nord. Le sigle MRY a été retenu, car il a la même signification dans toutes les langues : Meuse-Rhin-Yssel, Mossa-Reno-Yssel, Maas-Rijn-Ijssel... le berceau de cette race se situant dans une région délimitée par les trois rivières. 
Elle a une origine commune avec la pie noire de Hollande jusqu'aux années 1700. Des animaux pie rouge ou noir peuplaient la région du nord de la Belgique au Danemark. La sélection des sujets hautement productifs en lait a eu lieu en Hollande, région d'herbages riches, donnant une race pie noir. Dans la zone des trois rivières, région de culture, des sujets mixtes lait et travail ont été conservés, donnant une race pie rouge. Le registre généalogique est ouvert en 1874 et la race est officiellement créée en 1905 avec la clôture du registre.
Le groupe actuel résulte de la fusion au XXe siècle de la pie rouge de Hollande et de munster d'Allemagne. La race est supranationale. À partir des années 70, entre 5 et 20 % de semence de red holstein venue des États-Unis et du Canada est introduit sous contrôle dans le registre pour améliorer la production quantitative. Aux Pays-Bas, le registre généalogique recensait 500 000 vaches en 1975, mais dans les années 90, l'introduction de semence red Holstein augmente très fortement, faisant sortir une grande quantité de génisse du registre. Les effectifs chutent de moitié entre 31 000 en 1999 et 14 124 en 2004. En parallèle, la diversité génétique s'effondre ; en 1995, 26 % des veaux provenaient du même père et en 2004, seules 12 fermes travaillent encore en totale race pure. Il s'agit d'un croisement d'absorption.
Des mesures conservatoires sont mises en œuvre pour protéger la race originelle de l'absorption, parmi lesquelles le stockage de semence de 420 taureaux des années 1960 à 2008, une prise de conscience des éleveurs de leur potentiel génétique et une élévation du nombre de génisses testées L'effectif de la race est remonté à 25 000 bovins en 2011.
Avec la Deutsches rotbunte allemande, elle a fortement contribué à la création des races Pie rouge des plaines en France et Pie rouge belge en Belgique. Ces races sont regroupées dans un grand pool génétique européen sous le nom de « pie rouge des plaines européennes » par opposition au pie rouge des montagnes. Elle a été exportée en Espagne, Irlande et Europe de l'est.

## Morphologie

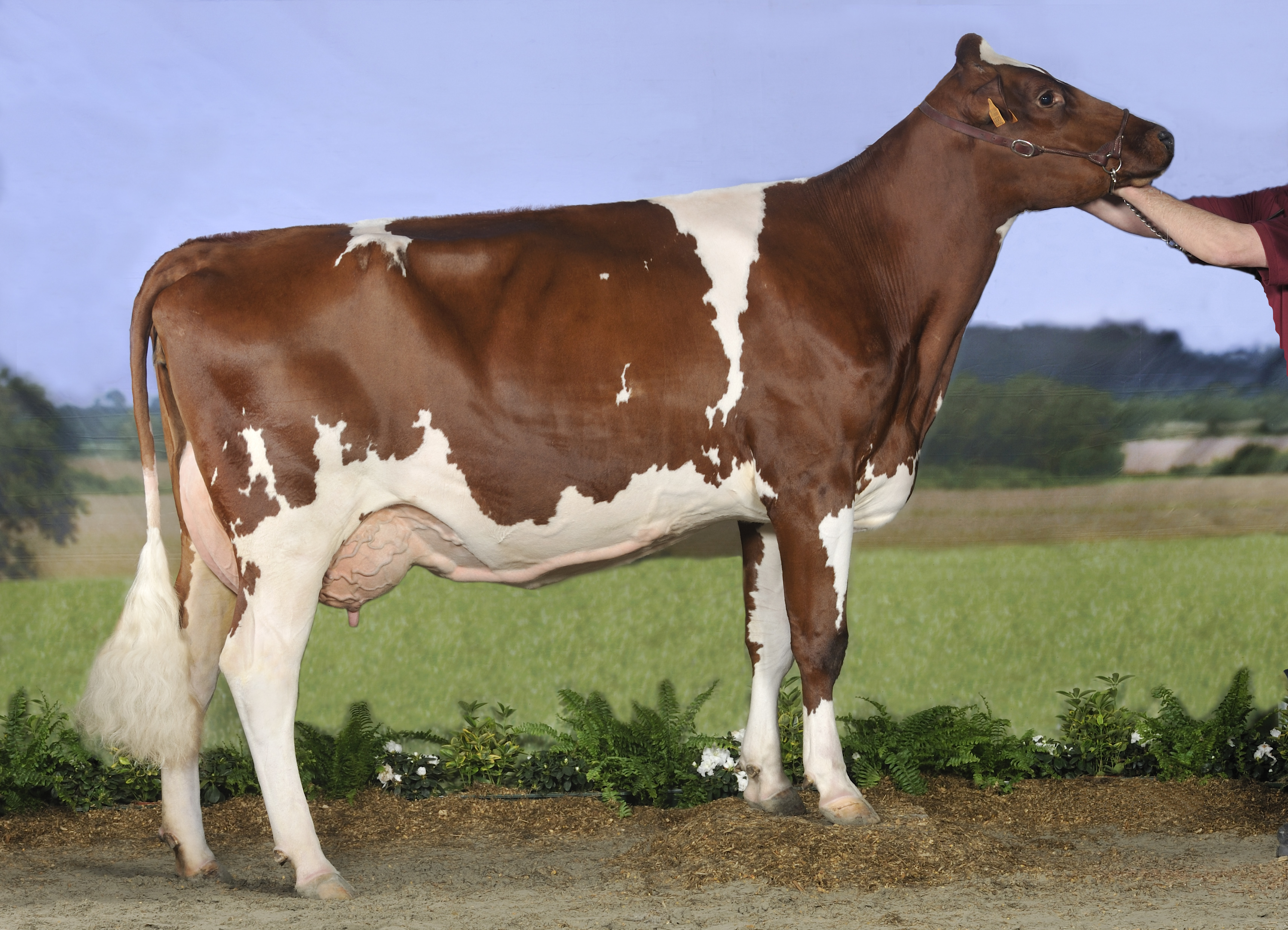
Génisse « holsteinisée » au concours agriflanders 2009

Elle porte une robe pie rouge et a une tête rouge au chanfrein blanc. Le ventre et le bas des pattes restent majoritairement blanc. Ses muqueuses sont claires et ses courtes cornes sont en croissant.
Elle est de taille moyenne à grande: 135 cm au garrot pour un poids de 650 kg et 150 cm pour 1 100 kg chez le mâle. Ses cuisses sont musclées sur des membres forts.

## Production

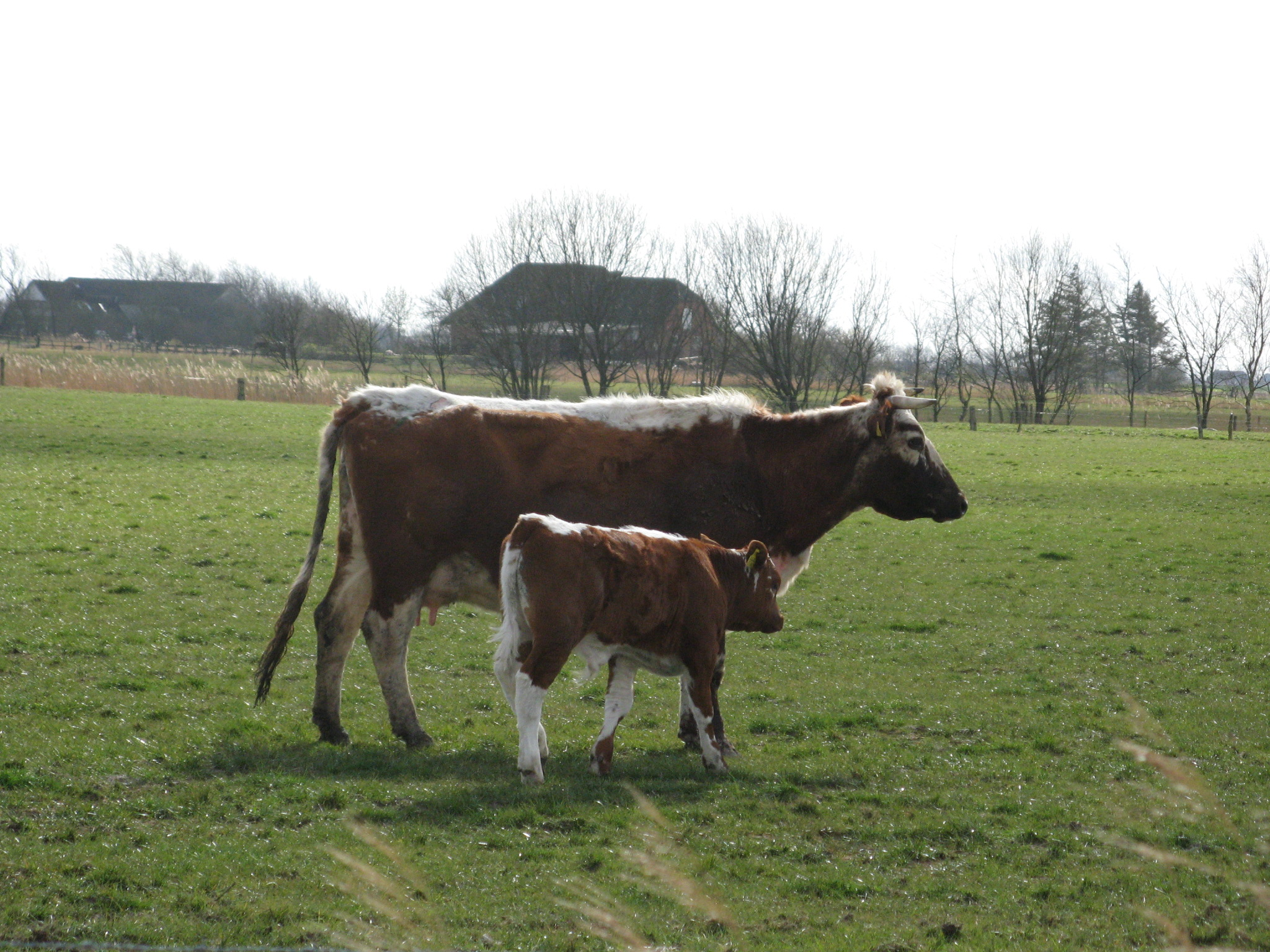
Vache et veau de type ancien

C'est une race élevée pour son lait : la vache produit en moyenne 6 740 kg de lait à 4,45 % de matière grasse. Elle est cependant classée mixte grâce à la valeur des carcasses des veaux et des vaches de réforme. Sa viande est de bonne qualité.
Elle doit son succès à ses qualités d'élevage : rusticité, calme et robustesse. Les vaches ont une bonne longévité et sont résistantes : peu de problèmes d'onglons, bonne fertilité. Les coûts d'intervention du vétérinaire en sont diminués. C'est une race efficace dans la transformation de fourrage en viande et lait. Elle est très bien adaptée dans un système d'élevage extensif sur prairies riches.
L'introduction de sang red holstein, très spécialisée en production laitière, a progressivement fait dévier la mixité vers une race laitière plus productive et moins mixte.

## Sources